# Plectrohyla siopela
Plectrohyla siopela là một loài ếch thuộc họ Nhái bén.
Đây là loài đặc hữu của México.
Môi trường sống tự nhiên của chúng là rừng khô nhiệt đới hoặc cận nhiệt đới, sông ngòi, và vùng nhiều đá.
Chúng hiện đang bị đe dọa vì mất môi trường sống.